# Lauritz Kolderup Rosenvinge
|  | Ikke at forveksle med Janus Lauritz Andreas Kolderup-Rosenvinge |
Janus Lauritz Andreas Kolderup Rosenvinge (7. november 1858 i København – 18. juni 1939 i Charlottenlund) var en dansk botaniker og algolog.
Han blev student 1876 fra Metropolitanskolen, tog magisterkonferens 1882 og blev dr.phil. i 1888. I 1898 blev han docent ved Københavns Universitet, 1900 ved Polyteknisk Læreanstalt, og fra 1916 ekstraordinær professor i botanik ved Københavns Universitet. Han gennemførte en lang række undersøgelser af havalger i danske farvande og i Nordatlanten.
Han var en årrække formand for Dansk Botanisk Forening, blev Ridder af Dannebrog 1918 og Dannebrogsmand 1927. Gift med Ingeborg Molsolff.
Han er begravet på Assistens Kirkegård.
Der findes portrætmalerier af Ingeborg Seidelin fra 1913 og af Viggo Johansen fra 1930. Studie af Axel Hou fra 1929 (Københavns Universitet). Fotografier.
Alge-slægten Rosenvingea Børgesen er opkaldt efter ham.
Standard-auktorbetegnelse for arter beskrevet af Kolderup Rosenvinge: Rosenv.